# 神楽町 (西宮市)
神楽町（かぐらちょう）は、兵庫県西宮市の町名。一丁目から十二丁目がある。郵便番号は662-0977。

## 地理
東は産所町に接する。西は御茶家所町に接する。北は安井町、南は宮西町と接する。

## 交通

### 鉄道
- JR神戸線
  - -さくら夙川駅-

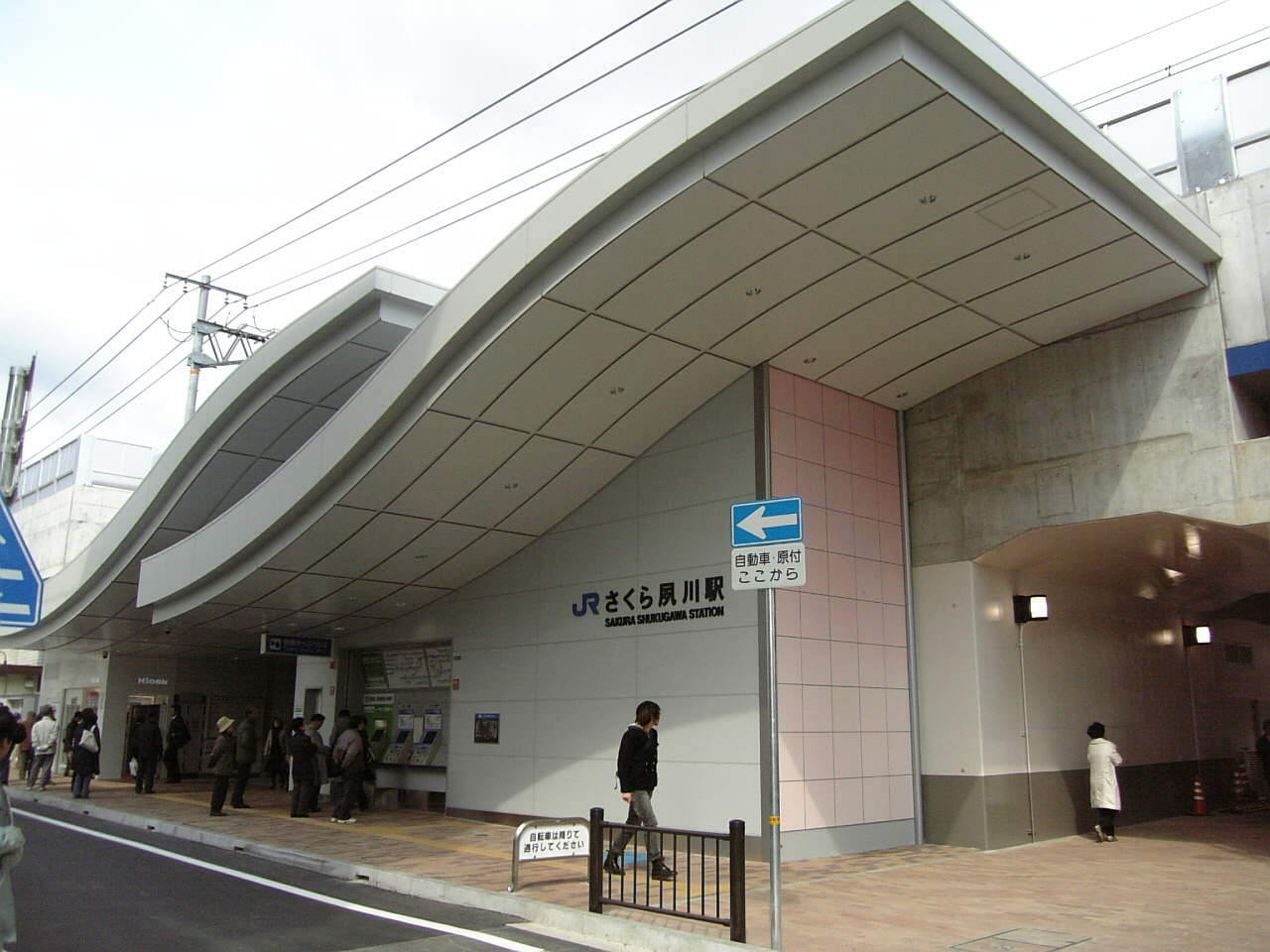
さくら夙川駅

### バス
| 業者     | 路線名     | 起点           | 町内の停留所                     | 終点       |
| -------- | ---------- | -------------- | -------------------------------- | ---------- |
| 阪神バス | 西宮神戸線 | 阪神西宮       | (和上町)-夙川-(屋敷町)           | 神戸税関前 |
| 阪神バス | 鷲林寺線   | (環状)         | (羽衣町)-JRさくら夙川駅-(和上町) | (環状)     |
| 阪急バス | 1          | 阪急西宮北口駅 | (和上町)-JRさくら夙川駅-(羽衣町) | 甲山墓園前 |
| 阪急バス | 2          | 阪急西宮北口駅 | (和上町)-JRさくら夙川駅-(羽衣町) | 甲山墓園前 |
| 阪急バス | 7          | 阪急西宮北口駅 | (和上町)-JRさくら夙川駅-(羽衣町) | 甲山墓園前 |

## 校区
市立小・中学校に通う場合、校区は以下の通り。
- 1-4丁目：浜脇小学校、浜脇中学校
- 5-7丁目：香櫨園小学校、浜脇中学校
- 8-12丁目：安井小学校、大社中学校

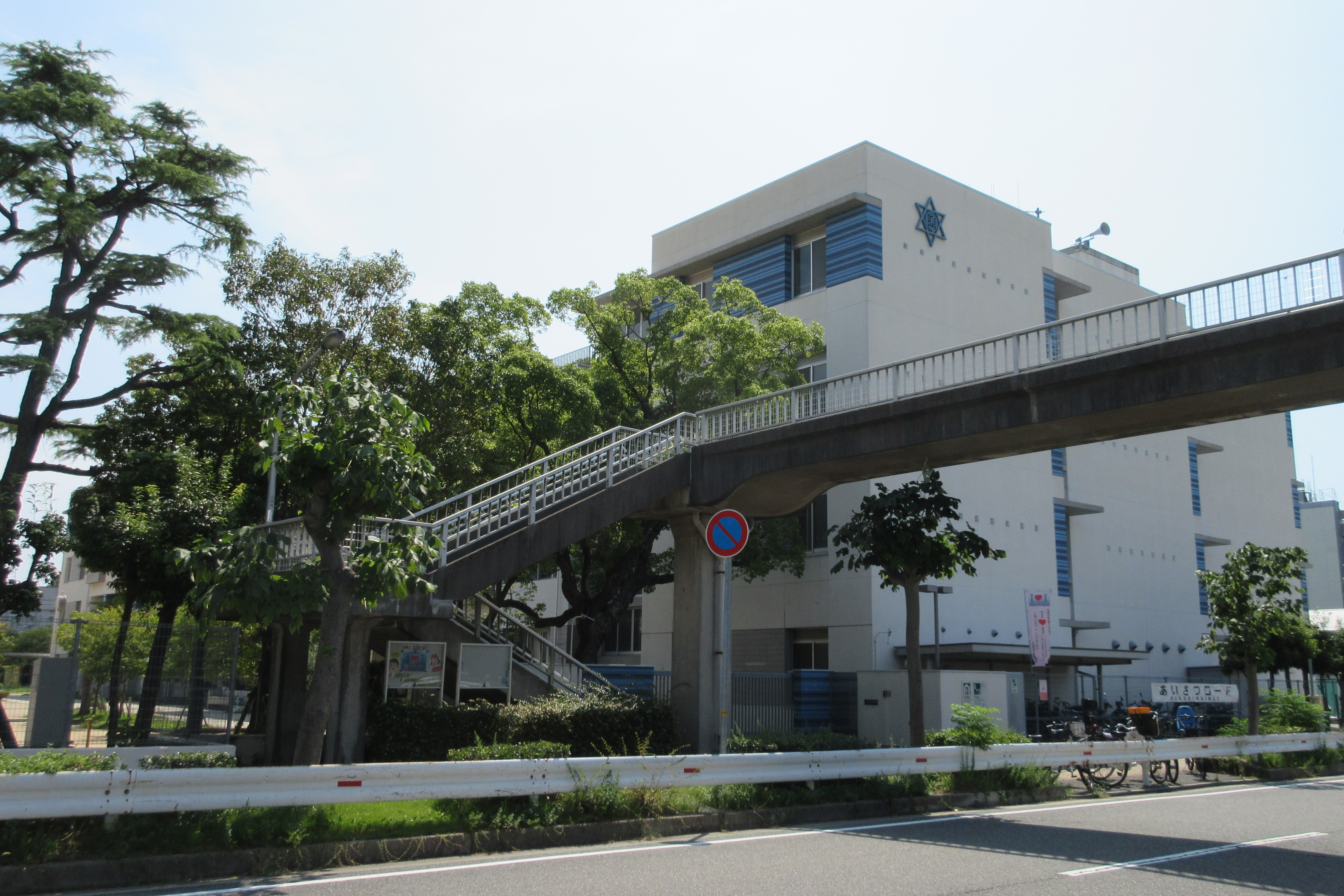
浜脇小学校
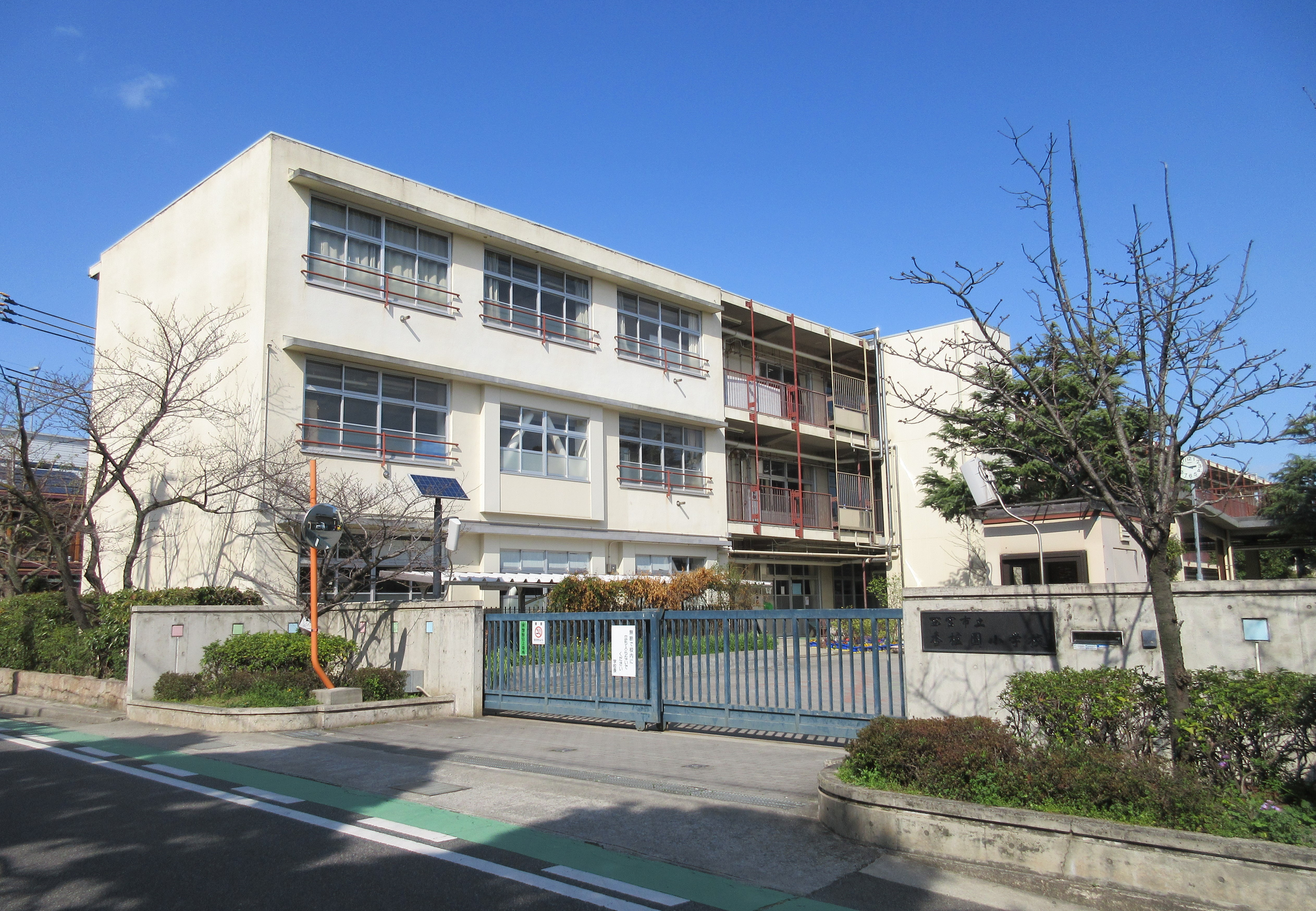
香櫨園小学校
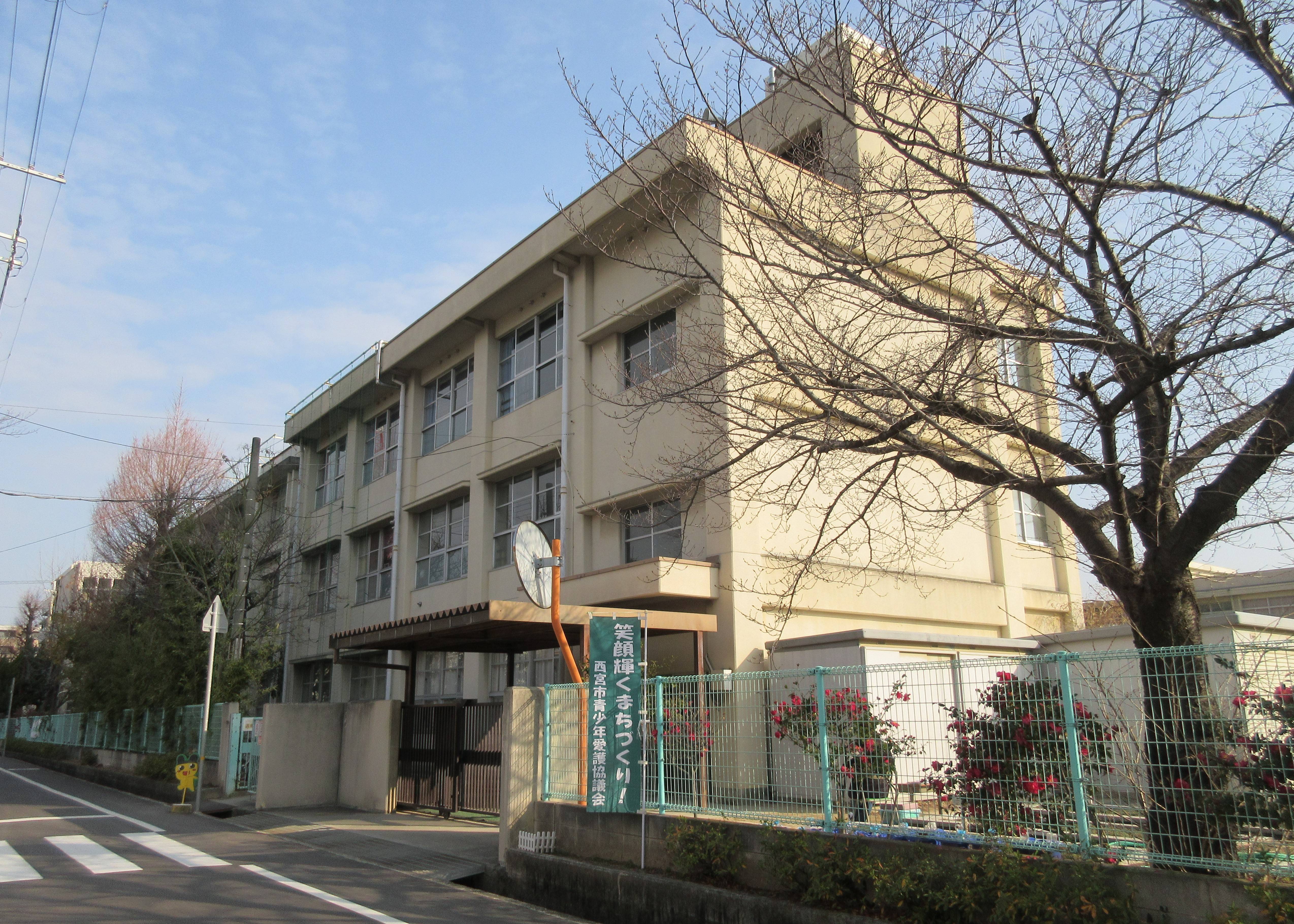
安井小学校
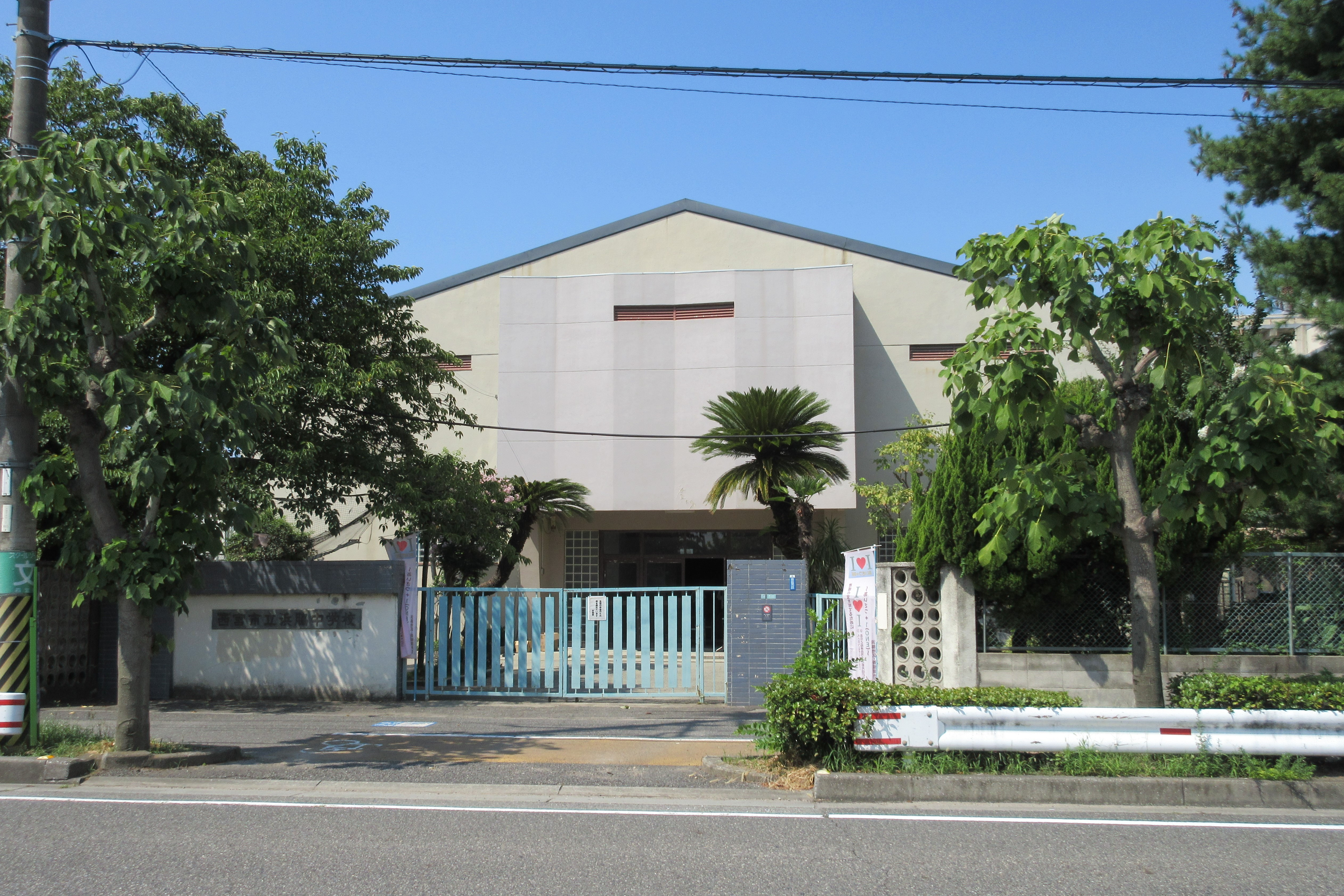
浜脇中学校
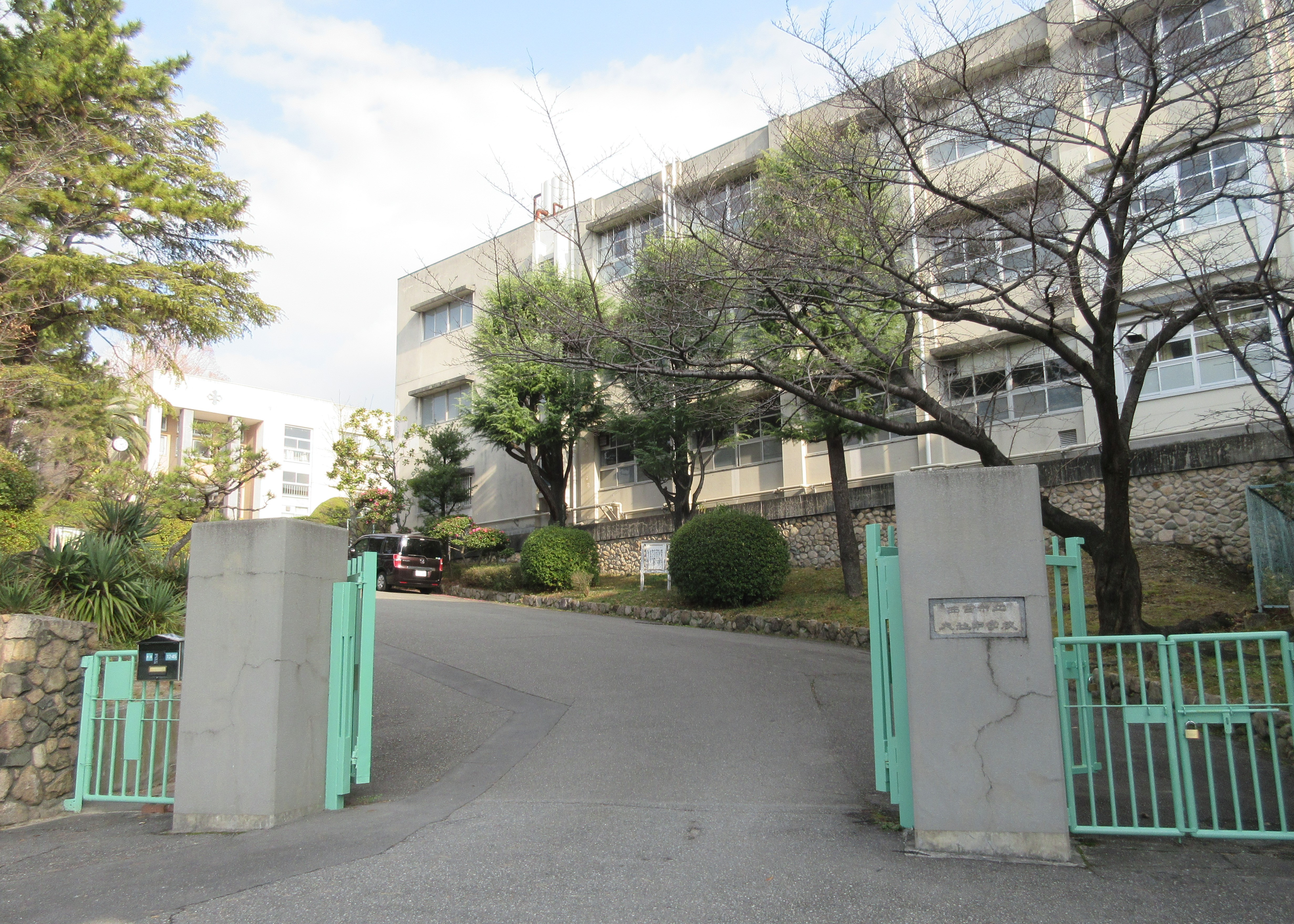
大社中学校

## 施設

### 3丁目

#### 公園
- 神楽児童遊園

### 8丁目

#### 公園
- 夙川河川敷緑地

### 9丁目

#### 交通
- 国道夙川（阪急バス）

### 11丁目

#### 交通
- さくら夙川駅